# Llysfaen
Llysfaen är en community i Storbritannien.   Den ligger i kommunen Conwy och riksdelen Wales, i den södra delen av landet, 300 km nordväst om huvudstaden London.
I communityn ingår även byn Mynydd Marian.